# Bijinga
Bijinga (jap. 美人画 bijin-ga) – ogólne określenie portretów pięknych kobiet w japońskiej sztuce, zwłaszcza powstałych w drzeworytniczej technice ukiyo-e (jap. 浮世絵). Termin stosowany jest również obecnie, pod warunkiem, że odnosi się do raczej klasycznego przedstawienia kobiety, zwykle ubranej w kimono.
Niemal wszyscy artyści ukiyo-e tworzyli bijin-ga (bijin – piękna dziewczyna, kobieta, piękność); ga – obraz, rysunek, szkic), stanowiące jeden z głównych tematów w tym stylu, ale nieliczni, jak m.in.: Utamaro Kitagawa (ok. 1753–1806), Harunobu Suzuki (ok. 1725–1770), Chikanobu Toyohara (1838–1912), Eisen Keisai (1790–1848) i Kiyonaga Torii (1752–1815), są postrzegani jako mistrzowie tej formy.

## Literatura dodatkowa
- Amy Reigle Newland, Shinji Hamanaka: The Female Image: 20th Century Prints of Japanese Beauties. Hotei Publishing, 2000. ISBN 90-74822-20-7. Brak numerów stron w książce